# Xian de Qin
Pour les articles homonymes, voir Qin.
Le xian de Qin (沁县 ; pinyin : Qìn Xiàn) est un district administratif de la province du Shanxi en Chine. Il est placé sous la juridiction de la ville-préfecture de Changzhi.

## Démographie
La population du district était de 171 245 habitants en 1999.